# ثوم قصير القلم
ثوم قصير القلم (الاسم العلمي: Allium brevistylum) هو نوع من النباتات يتبع جنس الثوم من فصيلة النرجسية.